# Sveti Ahilije
Ahilije Lariški (Ahilej) (grčki Άγιος Αχίλλειος, Ágios Achílleios) († 330.) bio je biskup Larise u današnjoj Grčkoj te jedna od 318 osoba nazočnih na Prvom nicejskom saboru. 
Nakon što se vratio s koncila, Ahilije je rušio hramove pagana i dizao crkve te "otjerao mnoštvo demona". 
Kad je južnoslavenski car Samuilo pokorio Tesaliju, dao je premjestiti Ahilijeve relikvije. Postoji četvrt Larise nazvana po svecu. Ahilije je slavljen u katoličanstvu i pravoslavlju. Postoji crkva svetog Ahilija u Arilju.